# 佐藤誠二
佐藤 誠二（さとう せいじ、1953年4月5日 - ）は、日本の会計学者。静岡大学理事・副学長などを経て、同志社大学商学部教授、静岡大学名誉教授、静岡鉄道監査役。

## 人物・経歴
栃木県宇都宮市生まれ。1976年明治大学商学部卒業。1983年明治大学大学院商学研究科博士課程退学。1984年鹿児島経済大学経済学部専任講師。1986年静岡大学人文学部助教授。1991年ヴュルツブルグ大学経済学部客員教授。1995年静岡大学人文学部教授。2000年ミュンスター大学経済学部客員教授。2002年博士（経営学）。2004年静岡大学理事・副学長（財務・施設担当）。2009年静岡大学人文学部長・大学院人文社会科学研究科長。2015年同志社大学商学部特別客員教授、静岡大学名誉教授。2016年静岡鉄道監査役。2018年同志社大学商学部教授。

## 著書
- 『現代会計の構図』森山書店 1993年
- 『ドイツ会計規準の探究』森山書店 1998年
- 『会計国際化と資本市場統合 : ドイツにおける証券取引開示規制と商法会計法との連繋』森山書店 2001年
- 『大学評価とアカウンタビリティ : 国立大学の法人化と新会計システムの将来像』森山書店 2003年
- 『アカウンティング : 企業経営と会計情報』（佐藤和美と共著）税務経理協会 2004年
- 『国立大学法人財務マネジメント』森山書店 2005年
- 『会計のしくみ』（石川文子, 永田守男と共著）森山書店 2015年
- 『会計規準の統合と分岐 : EUとドイツのなかのIFRS』森山書店 2020年

### 編著
- 『EU・ドイツの会計制度改革 : IAS/IFRSの承認と監視のメカニズム』森山書店 2007年
- 『グローバル社会の会計学』森山書店 2009年
- 『国際的会計規準の形成 : ドイツの資本市場指向会計改革』森山書店 2011年